# Zhao Rugua
Zhao Rugua (趙汝适T, Zhao RuguaP, trascritto a volte come Chao Ju-Kua, Chau Ju-Kua or Chou Ju-kua) (1170 – 1231) è stato uno scrittore cinese.
Fu soprintendente al commercio marittimo a Quanzhou durante gli ultimi anni della dinastia Song.

## Opere
Zhao Ruga è noto per il libro chiamato Zhufan Zhi (諸蕃志, o Chu-fan-chi, letteralmente "Descrizione dei Popoli Barbari"  o "Informazioni sui Popoli Stranieri", "Giornale dei Forestieri" ), redatto attorno 1225 d.C. L'opera di Zhao Ruga è la fonte di gran parte della nostra conoscenza sui traffici commerciali che univano il Mar Cinese Meridionale al Golfo Persico e al Mar Rosso in epoca Song.
Il primo volume è un elenco di terre straniere, con la descrizione di ogni luogo e dei costumi delle rispettive popolazioni, nonché dei beni che vi si commerciano. Egli descrive anche celebri monumenti oggi scomparsi come il Faro di Alessandria, e parla anche della Terra di Lu-mei (probabilmente "Terra di Roma", ossia l'Italia); molte delle notizie che tramanda corrispondono a quelle riportate da Marco Polo ne Il Milione, ad esempio l'isola del Madagascar con il suo gigantesco uccello Roc (presente anche nelle Mille e una notte), le Andamane popolate da feroci cannibali, tutte inserite insieme alla Sicilia in una sezione dal titolo "Isole leggendarie". Il secondo volume è un catalogo di beni commerciabili.
L'opera si basa su una serie di testi cinesi precedenti, come il Ling-wai-tai-ta del geografo cinese Chou Ch’u-fei (1178), ma anche su osservazioni e inchieste di prima mano fatte dallo studioso-ufficiale svolgendo i suoi compiti. Da quest'opera apprendiamo che i cinesi della dinastia Song erano informati non solo sul sud-est asiatico insulare e continentale, ma anche Ceylon, l'India il Medio Oriente e l'Africa orientale, e perfino su alcune parti del Mediterraneo come la Sicilia.
In termini di assortimento degli scambi, Zhao Ruga elenca una vasta gamma di merci prevalentemente esotiche, 339 in tutto, che venivano importate in Cina da tutte queste regioni. Zhao Ruga spesso confonde la fonte originale di molte di queste importazioni, attribuendole a luoghi da dove esse venivano riesportate piuttosto che effettivamente prodotte. Le merci più importanti importate in Cina erano prodotti aromatici e farmaceutici, come il franchincenso e la mirra dall'Hadramawt, il legno di sandalo dal sud-est asiatico e l'ambra grigia dalla costa orientale africana. Le spezie delle Molucche, come i chiodi di garofano e la noce moscata, erano impiegate per scopi medicinali mentre le zanne di elefante e le corna di rinoceronte provenienti dall'Africa erano molto apprezzate. Anche giovani schiavi neri, sia maschi che femmine, venivano importati dall'Africa. Se la seta era una delle principali esportazioni cinesi verso il sud-est asiatico, i fini broccati e i damaschi del Medio Oriente, così come i tessuti di cotone delle coste indiane del Malabar e del Coromandel, erano importazioni di valore. Si importavano acciaio e spade dall'India e diversi minerali, soprattutto lo stagno, dal sud-est asiatico. Insieme alla seta, la porcellana era l'esportazione cinese principale ed è stata rinvenuta in grandi quantità dal sud-est asiatico e da Ceylon fino alla penisola arabica, alla costa swahili dell'Africa orientale e a Zanzibar.